# 小奇比桑斯科耶湖
小奇比桑斯科耶湖（俄语：Озеро Малое Чибисанское），日称小池边赞湖（日语：／），是萨哈林州科尔萨科夫区的湖，岸边是长滨村，长2.5公里，面积2平方公里，水量0.004立方公里，均深2.1米，集水面积97平方公里，海拔1米。